# Att angöra en brygga
Att angöra en brygga är en svensk komedifilm från 1965 i regi av Tage Danielsson. Den är en "Hasseåtage"-film, producerad av SF och Svenska Ord. I huvudrollerna ses Monica Zetterlund, Lars Ekborg, Birgitta Andersson och Gösta Ekman. År 1966 mottog filmen både Chaplin-priset och filmfestivalpris i Barcelona. Filmen är AB Svenska Ords andra långfilm.

## Handling
En grupp människor har ordnat för en kräftskiva på ön "Ensamholmen" långt ut i Stockholms skärgård. Där bor även den bångstyrige enslingen Garbo (Hans Alfredson), som är en fiskargubbe med ett passionerat intresse för amerikanska filmstjärnor, särskilt Esther Williams. Tre av festdeltagarna befinner sig redan på holmen medan de fyra andra anländer dit i segelbåt. Personerna på båten drabbas av det ena bakslaget efter det andra i sina försök att segla båten ända in till bryggan. De som befinner sig på land försöker undsätta sina vänner men måste då försöka överlista den ilskne Garbo när han inte vill låna ut sin eka.

## Om filmen
Filmen var den andra filmen från AB Svenska Ord. Den spelades in under perioden juli till oktober 1965. Skärgårdsmiljöerna filmades på och utanför ön Högdunsen i Öregrunds skärgård, medan kompletterande tagningar gjordes i Filmstaden i Råsunda, Solna.
Filmen hade svensk premiär den 26 december 1965 på biograferna Röda Kvarn och Draken i Stockholm och blev älskad av filmkritiker såväl som biobesökare.

### Eftermäle
Filmen har givits ut på DVD och Blu-ray flera gånger, både som separat film och i DVD-box. Den gavs bland annat ut i DVD-serien Svenska SF-klassiker 2008.
Filmen har varit ett återkommande inslag i SVT mellan 1993 och 2023.

## Rollista
- Monica Zetterlund - Berit
- Lars Ekborg - Kalle
- Birgitta Andersson - Mona
- Gösta Ekman - Lennart
- Katie Rolfsen - Inez, Berits mamma
- Hans Alfredson - fiskaren Albert Garbo[7]
- Hans Furuhagen - Walter
- Tage Danielsson - direktör Olsson
- Jim Hughes - lodisen
- Sven Löfgren - kriminalkommissarien[2]

## Utmärkelser
Att angöra en brygga mottog 1966 Svenska Filminstitutets kvalitetsbidrag. Samma år belönades den även med Chaplin-priset och pris på filmfestivalen i Barcelona.